# Ein alter Tibetteppich
Ein alter Tibetteppich (Un vecchio tappeto del Tibet) è una poesia della scrittrice tedesca Else Lasker-Schüler, inclusa nella raccolta Meine Wunder, del 1911.

## Tematiche
Il componimento sviluppa la tematica dell'intreccio, di tipo personale ed erotico, rappresentato dal tappeto, sulla scorta di una tradizione poetica risalente già a Catullo. L'evocazione di immagini e soggetti orientaleggianti, in linea con lo stile dell'autrice, ne fecero una delle sue poesie più note ed apprezzate.
Il primo critico a valorizzare il componimento fu Karl Kraus.